# Banyan Tree Holdings
Banyan Tree Holdings Limited (SGX: B58) ist ein börsennotierter Tourismuskonzern mit Sitz in Singapur. Das ursprünglich aus Thailand stammende Unternehmen betreibt unter den Markennamen Banyan Tree und Angsana weltweit über 26 Luxushotels und Resorts, 65 Spas, 70 Einzelhandelsgeschäfte und 3 Golfplätze (Stand 2010).

## Geschichte
Banyan Tree Holdings ging aus der 1983 gegründeten Thai Wah Resorts Development Company hervor, die 1984 große Landflächen einer stillgelegten Zinnmine an der Bangtao-Bucht auf Phuket in Süd-Thailand erwarb und dort den 1987 eröffneten Resort-Komplex Laguna Phuket errichtete. Das Unternehmen wurde in der Folgezeit in Laguna Resorts and Hotels (LRH) umbenannt und ab 1993 im SET Index an der thailändischen Börse gelistet. 1994 wurde die Sparte Banyan Tree Hotels and Resorts gegründet und das erste Resort der neuen Marke auf Phuket eröffnet; im Jahr 2000 kam die Marke Angsana dazu. Im gleichen Jahr wurde das Unternehmen umstrukturiert und die Holdinggesellschaft Banyan Tree Holdings gegründet, die seit 2006 an der Börse in Singapur notiert ist.

## Unternehmensstruktur

### Unternehmensführung
Die Unternehmensführung (Board of Directors) besteht aus:
- Ho Kwon Ping (Executive Chairman)
- Ariel P Vera (Group Managing Director)
- Chia Chee Ming Timothy (Lead Independent Director)
- Fang Ai Lian (Independent Director)
- Elizabeth Sam (Independent Director)

### Gliederung
Banyan Tree Holdings Limited gliedert sich in folgende Bereiche:
- Banyan Tree (engl. für Banyanbaum):
  - Banyan Tree Hotels and Resorts
  - Banyan Tree Spa
  - Banyan Tree Gallery
  - Banyan Tree Residences
  - Banyan Tree Global Foundation
  - Banyan Tree Private Collection
- Angsana (malaiischer Trivialname des Narrabaumes):
  - Angsana Hotels and Resorts
  - Angsana Spa
  - Angsana Gallery
  - Angsana Riads Collection Morocco
- Andere:
  - Laguna Resorts and Hotels (Phuket)
  - Gyalthang Dzong Hotel
  - Singapore Museum Shops
- Intern:
  - Architrave Design and Planning
  - Banyan Tree Capital

### Resorts
Die meisten Hotelanlagen befinden sich in Thailand, China (seit 2005) und auf den Malediven. Daneben existieren Hotels in Indien, Sri Lanka, Laos, Indonesien, Südkorea, Australien, den Seychellen, den Vereinigten Arabischen Emiraten sowie Marokko. Seit 2009 ist das Unternehmen auch in Mexiko vertreten. Im Aufbau befinden sich Hotels in Vietnam, Mauritius, Oman, auf den Philippinen, Ägypten, Griechenland und Portugal.